# باري بونيل
باري بونيل (بالإنجليزية: Barry Bonnell)‏ هو لاعب كرة قاعدة أمريكي، ولد في 27 أكتوبر 1953 في Miamiville, Ohio ‏ في الولايات المتحدة.

## وصلات خارجية
- باري بونيل على موقعبيزبول رفرنس.كوم (الدوري الرئيسي) (الإنجليزية)
- باري بونيل على موقعبيزبول رفرنس.كوم (الدوري الثانوي) (الإنجليزية)